# キバチ科
キバチ科 (キバチか、Siricidae) はハチ目ハバチ亜目に属する科の一つである。
メス成虫が産卵管を使って生木、衰弱木もしくは枯木の内部に産卵し、孵化した幼虫は木の内部を摂食して育つ。そのため、ノクチリオキバチのように、樹木の害虫と見なされる種も含まれる。キバチ科はキバチ亜科 (Siricinae) とヒラアシキバチ亜科 (Tremecinae) に分類され、前者は針葉樹を、後者は広葉樹を摂食する。日本産の既知種は23種1亜種である。

## 日本産キバチ科一覧

### キバチ科 Siricidae

#### キバチ亜科 Siricinae

##### ルリキバチ属Sirex
コルリキバチ S. juvencus
　　　ニトベキバチ S. nitobei

##### キバチ属Urocerus
アメリカヒゲジロキバチ U. albicornis （北米からの移入種）
　　　ヒゲジロキバチ  U. antennatus
　　　モミノオオキバチ U. gigas ssp. orientalis
　　　カラフトキバチ U. gigas ssp. taiganus
　　　ニホンキバチ U. japonicus
　　　タイワンヒノキキバチ U. multifasciatus
　　　ツルギキバチ U. tsurugianus
　　　ナワキバチ U. yasushii

##### オナガキバチ属Xeris
オナガキバチ Xe. spectrum

##### マダラキバチ属Xoanon
トドマツノキバチ Xo. matsumurae

#### ヒラアシキバチ亜科 Tremecinae

##### ミナミヒラアシキバチ属Eriotremex
タイワンヒラアシキバチ E. formosanus
　　　E. makiharai
　　　ニセタイワンヒラアシキバチ E. yamasakii　（タイワンヒラアシキバチの個体変異との指摘がある）

##### ヒラアシキバチ属 Tremex
クロヒラアシキバチ T. apicalis
　　　カタマルヒラアシキバチ T. contractus
　　　キマダラヒラアシキバチ T. fuscicornis
　　　T. kaedei
　　　T. kurokivorus
　　　T. longicollis
　　　T. nakanei
　　　T. okinawensis
　　　T. sudajii

## 食害
成虫は、6月-9月の日中に活動する。メスは衰弱した木や伐倒した後の木に産卵管を突き入れて産卵する。幼虫は、孵化すると辺縁部から材中深く穿孔してやがて蛹となる。丸い穿孔内は、フンや木くずで固く埋めつくされる。